# Radio Taíno
Radio Taíno ist ein kubanischer Radiosender.
Radio Taíno, der Tourismusradiosender Kubas, sendet 24 Stunden am Tag aus dem Radio Center Havanna.

## Geschichte und Details
Die Station wurde am 3. November 1985 gegründet und wurde im Volksmund als „Kubas Touristenstation“ bezeichnet, deren Inhalte sich an ausländische Besucher richteten, die als Touristen, Diplomaten und Unternehmen ins Land kamen.
Bereits in den 1990er Jahren modernisierte das Programm von Radio Taíno seinen Stil und entschied sich, um eine größere Reichweite zu erzielen, die englische Sprache zu präsentieren.
Auf Radio Taíno ist kubanische Musik stark vertreten, aber auch Lieder aus dem lateinamerikanischen, karibischen oder angelsächsischen Repertoire werden ausgestrahlt.

## Programmportfolio von Radio Taíno (Stand: 24. Juni 2020)

### De Mañana
Dieses Programm, das als einziges Magazin im kubanischen Radio gilt, zeichnet sich neben der Präsentation von Musik und Interviews mit Fachleuten, die sich mit verschiedenen Facetten des Lebens befassen, auch durch eine große Themenvielfalt aus, die Themen wie Küche, Gesundheit, Schönheit, Geschichte und Lebensqualität umfasst.
Die Sendung wird von Montag bis Freitag, von 9:30 bis 11:00 Uhr ausgestrahlt und wird vom Moderator Alain Amador Pardo präsentiert.

### Hablando de Cuba
Diese Sendung wurde erstmals am 3. November 1985 ausgestrahlt, genau am Tag der Erstausstrahlung von Radio Taíno.
Das Programm, das von den Schauspielerkollegen Obelia Blanco und Alden Knight moderiert wird, entwickelt verschiedene Themen rund um die kubanische Geschichte, Kultur und Bräuche.
Dieses 27-minütige Programm wird von Montag bis Samstag um 9:00 Uhr ausgestrahlt.

### A Buena Hora
Dieses Programm entstand als einfaches Projekt, wurde aber im Laufe der Zeit zu einem größeren Kulturraum mit unterschiedlichen Präsentationsvarianten. Das Programm enthält derzeit Abschnitte für Interviews, Meinungen, Musik und Gespräche zu den verschiedenen Bereichen des nationalen künstlerischen Schaffens.
A Buena Hora wird auch jedes Jahr zur Stimme des Internationalen Filmfestivals von Havanna und wird vom Hotel Nacional de Cuba aus übertragen. Ebenso führt es Programme der Internationalen Buchmesse von Havanna durch und deckt andere Veranstaltungen kultureller Art ab.

### S.O.S Planeta
Diese Hörfunksendung wurde 1994 von dem Regisseur Ernesto Daranas geschaffen. Das Programm wurde als Raum für wissenschaftliche Verbreitung und Ökologie vorgeschlagen, der am Dialog der Wissenschaft mit allen Bereichen des menschlichen Denkens interessiert ist und die Rätsel und Kuriositäten der Geschichte hervorhebt. Seitdem hat Daranas die Drehbücher für das Programm unter der Leitung von Raisa Fernández geschrieben, die auch die Herausgeberin und Musikproduzentin dieses Raums ist.
Ebenso bietet S.O.S Planeta Informationen zur COVID-19-Pandemie.
Derzeit sind Idalmis Velazco und Mauricio Lomonte die Moderatoren des Programms. S.O.S Planeta wird montags bis freitags von 16:00 bis 16:30 Uhr ausgestrahlt.

### Con Acento Cubano
Dieses Programm basiert auf Beteiligungsfragen. Der Empfänger nimmt per Telefon, E-Mail oder dem sozialen Netzwerk Facebook teil.
Die Sendung wird von Yisell Fundora gehostet, geleitet von Leonel Bacallao und gesponsert von der kubanischen Rum-Marke Havana Club.
Die Sendezeiten sind Montag bis Freitag von 8:00 bis 20:57 Uhr.

### Oasis de Domingo
Dieses Programm hat ein Schema, das verschiedene Lebensthemen umfasst, wie zum Beispiel die Anwendung der chinesischen Technik des Feng Shui, um die Lebensenergie in Häusern zu verbessern und ein besseres Leben zu lernen. Dieser Abschnitt wird von einem Psychologen durchgeführt und konzentriert sich auf das persönliche und spirituelle Wachstum von Menschen.
Innerhalb dieses Programms gibt es auch den Abschnitt Zwischen Science und Fiction, der sich auf Fragen konzentriert, die auf halbem Weg zwischen Science und Fiction liegen. Der Raum hat auch den Bereich Sexually Speaking, der Teil des Programms ist, der (von einem Journalisten geleitet) das gesamte Thema der menschlichen Sexualität mit großer Natürlichkeit behandelt.
Oasis de domingo hat sich zu verschiedenen Zeiten mit anderen Themen im Zusammenhang mit Ernährung, der afrikanischen Präsenz in Kuba oder der Zahlensymbolik beschäftigt.
Die von Jorge Luis Sopo moderierte Sendung unter der Leitung von Bienvenido Rojas Silva wird sonntags von 8:00 bis 10:00 Uhr ausgestrahlt.

### Éxitos y leyendas
Dies ist ein Programm, das musikalische Themen anspricht. Die Sendung wird auf Englisch und Spanisch präsentiert.
Das Programm enthüllt die Musik, die in jeder Region der Welt ausgezeichnet wurde und wird.
Hinsichtlich der musikalischen Erfolge, die im Programm übermittelt werden, ist nicht impliziert, ob sich der Erfolg auf dieselbe Legende oder auf die Gegenwart bezieht. Es verbindet sich jedoch leicht mit Lebensphasen. Das Programm zeigt auch die Entwicklung von Musikkompositionen und Musik im Allgemeinen.
Das Programm wird von 19:00 bis 20:00 Uhr ausgestrahlt.

### Acompáñame
Diese Sendung wurde erstmals am 10. Juli 2011 sonntags zwischen 10:00 und 12:00 Uhr ausgestrahlt.
Das Programm entstand als exklusive Idee für den Sommer dieses Jahres und ersetzte den Raum Subiendo la parada, aber aufgrund der Akzeptanz des Publikums und der Neuheit seiner Vorschläge beschloss die Leitung des Senders, ihn im üblichen Raster zu belassen.
Zu den Sektionen dieses Programms gehört der für die Teilnahme der Zuhörer konzipierte Wettbewerb, der alle Bereiche der Kultur und Gesellschaft abdeckt und die Interaktion per Telefon, digital und postalisch fördert und neben Möglichkeiten zu mehr Wissen auch Möglichkeiten bietet, von wichtigen Persönlichkeiten der kubanischen und universellen Kunst, von Orten, Musikstücken und anderen interessanten Themen zu lernen.
Weitere Sektionen sind La casa de Tomasa, die sich an Kinder richtet und von den Kindern der Sprechwerkstatt des Senders durchgeführt wird, die Film-, Musik- und Theaterplakate, die Hit parade de la nostalgia, in der musikalische Themen bevorzugt für die Älteren präsentiert werden.
Kuba kennenlernen ist ein weiterer Abschnitt, der Informationen über Bräuche, Orte, Persönlichkeiten und Elemente bietet, die die verschiedenen Regionen des Landes kennzeichnen, und Das Profil, das einem kubanischen und ausländischen Dolmetscher gewidmet ist, der Kulturkalender, der kulturelle Ereignisse auf der ganzen Welt nachstellt und alle Erscheinungsformen der Kunst berücksichtigt.
Die musikalische Auswahl erfolgt aus einer akribischen Recherche der Vorzugslisten, wobei das Zeitgeschehen stärker in den Vordergrund gestellt wird und die von den Hörern gewünschten Themen und Interpreten im Vordergrund stehen.
Dieses Programm wird von Joaquín Quitero geleitet und von Daniel Villasana präsentiert.

### Quédate con Taíno
Dieses Magazin entstand als Teil einer Neuausrichtung der Vorschläge von Radio Taíno, die Bevölkerung über die Ausbreitung der COVID-19-Pandemie zu informieren.
Das Programm enthält Aktualisierungen zu Kultur, Wissenschaft und Wohlbefinden sowie aktualisierte Informationen zu COVID-19, die jeden Morgen vom kubanischen Gesundheitsministerium angeboten werden.
Dieses Magazin engagiert sich für kubanische und internationale Musik und ist auch der ideale Ort, um Interviews mit Persönlichkeiten ein zweites Mal zu hören, sowie Informationen zur aktuellen Zeit.
Das Programm wird von Anyer Martín Venegas präsentiert und wird von Montag bis Samstag zwischen 9:30 und 13:00 Uhr ausgestrahlt.

### Revista Taíno
Dies ist ein Programm der sozialen Teilhabe, bei dem fast immer ein Puzzle der geistigen Beweglichkeit angesagt ist, mit einer Portion Humor, begleitet von musikalischen Themen, die die Gemeinschaft der Anhänger bis zum Ende des Programms auf Trab halten.
Ein weiteres Merkmal dieses Programms ist die Auswahl des Künstlers der Woche, die freitags entsprechend der Anzahl der Anfragen des Publikums bekannt gegeben wird. Als Ergebnis werden drei Lieder des von den Zuhörern am meisten nachgefragten Musikers gesendet.
Diese Show wird von Montag bis Freitag, 14:00 bis 16:00 Uhr ausgestrahlt und von Radio- und Fernsehmoderator Frank Abel Gómez präsentiert.